# Cyrtodactylus dumnuii
Cyrtodactylus dumnuii là một loài thằn lằn trong họ Gekkonidae. Loài này được Bauer, Kunya, Sumontha, Niyomwan, Pauwels, Chanhome & Kunya mô tả khoa học đầu tiên năm 2010.